# Principado-Bispado de Montenegro
```
   |-
       | 
Erro:
:  
valor não especificado para "
continente
"
```

O Principado-Bispado de Montenegro (em montenegrino e em sérvio Владикат Црна Гора, Vladikat Crna Gora) foi um Estado teocrático que se situava no território do atual Montenegro, que existiu de 1516 à 1851. Surgido do bispo de Cetinje (bispos ortodoxos sérvios, mais tarde metropolitanos) quando renunciou a soberania otomana e transformou o bispado de Cetinje em um protetorado russo de facto, governando polos príncipes-bispos (Vladika).
A sua história começa com Danilo Šćepčević (Daniel Šćepčević), um bispo de Cetinje ao qual se uniram vários clãs de Montenegro na luta contra o Império Otomano, que ocupava a maior parte do sudeste europeu. O Vladika Danilo foi o primeiro príncipe-bispo da Casa de Petrović-Njegoš, que ocuparia o cargo de metropolitanato de Cetinje até 1851, quando Montenegro se converteu em um Estado laico (Principado) sob o comando de Danilo Petrović-Njegoš.
Já fora antes, durante um breve período (1767-1773), uma monarquia, quando o impostor Estevão, o Pequeno postulou-se como imperador da Rússia e coroou-se a si mesmo como Senhor de Montenegro.

## Antecedentes
Pouco se sabe dos primeiros tempos deste país. Só que os seus primeiros habitantes eran Ilírios e que foi ocupado pelas tribos eslavas no século VII. Da união destas tribos surgiu, no século IX, o principado de Dóclea, coñecido máis tarde por Zeta.
Os servios converteram os montenegrinos em seus vasalos (1215), e ainda que estes conseguiram manter-se independentes durante  a dinastia dos Balsas (1360-1421), o país ficou finalmente submetido a Veneza.
Porém, a influência de Veneza (1421-1709), ao igual que a posterior ocupação turca, concentrou-se principalmente na costa e territórios periféricos, enquanto o interior das montanhas permaneceu inacessível.
As pessoas que ali se refugiaram foram governadas durante este período pelo Conselho de Metropolitanos ortodoxos de Cetinje, convertendo-se assim, graças a este governo teocrático, em um símbolo da resistência eslava frente ao jugo otomano.

## Establecimento
Depois da queda do principado de Zeta en 1498, Montenegro foi incorporado ao Império otomano. En 1514, Montenegro foi declarado como um estado separado (sanjaco de Montenegro), pelo sultão Bajazeto II. O primeiro sanjaco-bei foi um filho de Ivan Crnojević, Skanderbeg Staniša Crnojević, que se converteu ao Islamismo e ocupou o cargo entre 1514 e 1528. Apesar da crueldade que lhes atribui a historiografia, os otomanos não tinham nenhum poder real em Montenegro. O verdadeiro poder estava en mãos de clãs sérvios. Desde 1534 em diante só se menciona, em Montenegro, a casa de Crnojević.
Em 1516 houve uma mudança na constituição de Montenegro que muitos historiadores consideram que assegurou a sua sobrevivencia como Estado independente. O último representante da dinastia dos Crnojević rumou a Veneza, pois havia casado com uma veneziana, e conferiu a sucessão aos bispos de Cetinje. Em Montenegro, a posição do vladika, como era conhecido o príncipe-bispo, trouxe estabilidade ao liderado neste país. O vínculo entre Igreja e Estado, foi considerado aos olhos dos campesinos, uma forma institucionalizada de sucessão que impediu que se convertera numa questão de competição entre clãs menores e excluía a possibilidade de establecer alianças com os turcos.

## Desenvolvimento posterior

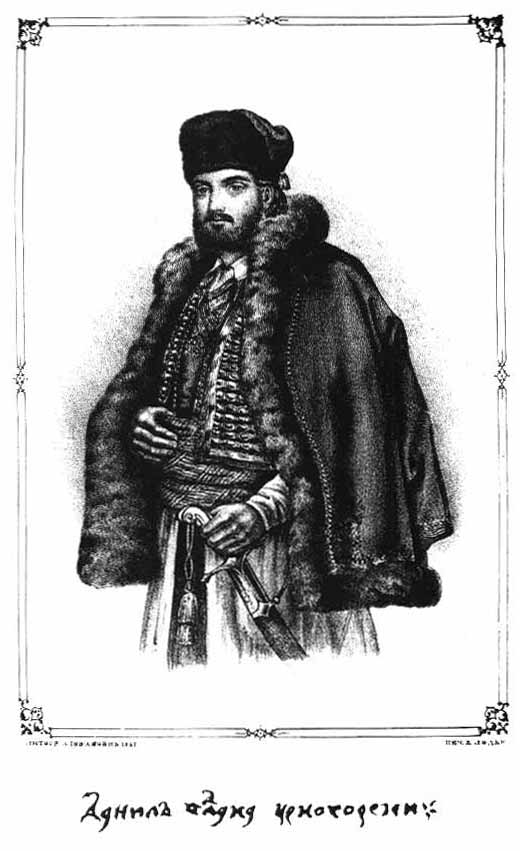
O Vladika Danilo I de Montenegro (Danilo Petrović-Njegoš).

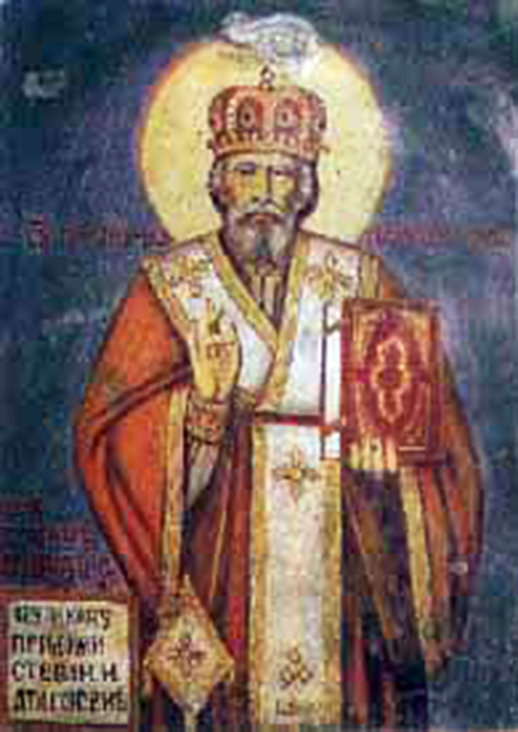
Ícone de Petar I Petrović Njegoš, Vladika Pedro I de Montenegro, São Pedro de Cetinje.

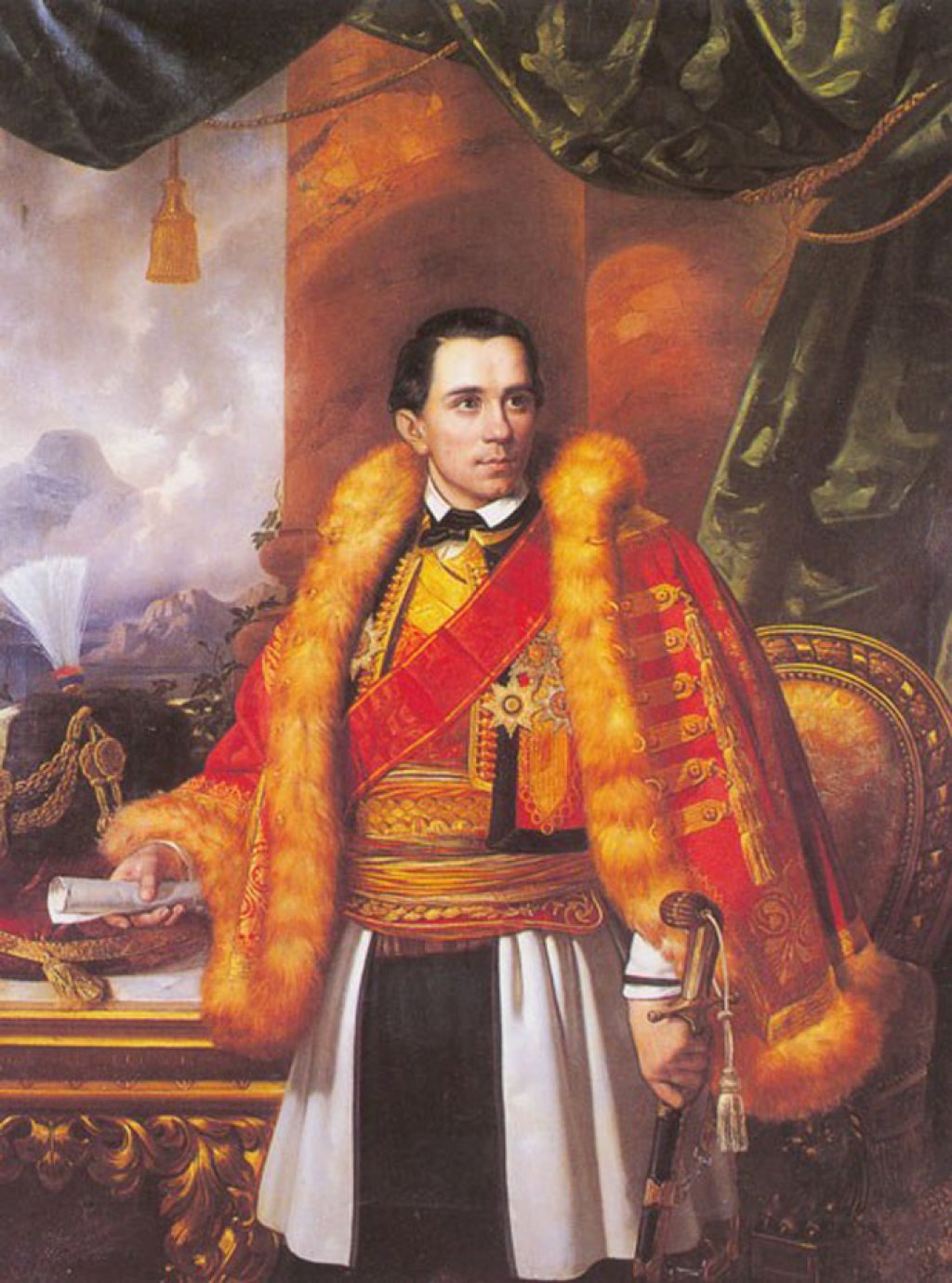
Danilo Petrović-Njegoš, Danilo I
Príncipe-Bispo de Montenegro (1851–1852),
Príncipe de Montenegro (1852–1860).

Nos anos posteriores os vladikas vinham de famílias diferentes e eram eleitos por assembleias populares. De acordo com Petar I Petrović Njegoš (São Pedro de Cetinje), "o Vladika é um montenegrino exemplar, como foram os primeiros Vladikas, e não pode ser mais que un montenegrino nascido numa das melhores famílias de Montenegro." Un escritor renomado da história de Montenegro escreveu: "Os Vladikas eram verdadeiros líderes espirituais e populares do povo de Montenegro. O Vladika foi um guardião da fortaleza espiritual e a autoconsciência das persoas, baseada na fé e a tradição de heroísmo e gloriosos antepasados... os Vladikas governavam não pela força bruta, mas mediante oracões, a persuasão e a influência puramente moral. E todos os montenegrinos reconhecian a autoridade suprema da fé e a igreja na que os Vladikas e as persoas eram um. Era uma espécie de irmandade espiritual".
A instituição da soberania teocrática e as persoas que ocuparam através dos séculos seguintes foram peças importantes para a independência de Montenegro, a sua identidade nacional e a unidade, frente ás antigas divisões tribais. Rodeado pelo Império otomano, localizado nas montañas ao redor do monte Lovćen, Montenegro manteve a sua soberania graças a liderança dos Vladikas.
O governo teocrático do Conselho de Bispos de Cetinje fortificou-se ainda mais ao formar-se o Estado feudal encabeçado polo metropólita Danilo Petrović-Njegoš (1696-1735), metropólita de Cetinje, que tornou hereditário o poder político-religioso para a sua família, proclamando-se a si mesmo "vojevodič srpskoj zemlji" (Duque da Terra Sérvia), ao passo que o utilizou como arma de perseguição contra os muçulmanos.
Paulatinamente fizeram-se frecuentes as sublevações contra os otomanos, destacando-se a de 1683.
O sucessor de Danilo I, Petar I Petrović Njegoš (Pedro I) conhecido como São Pedro de Cetinje, (1747–1830) Vladika de Montenegro e Exarca (pretendente) da Igreja Ortodoxa Sérvia, foi o líder espiritual e militar mais popular da dinastia Petrović. Durante o seu longo reinado fortaleceu o poder central, e  uniu-se a clãs sérvios em luta, consolidou o controle sobre as terras de Montenegro, e introduziu as primeiras leis em Montenegro (Законик Петра I ou Zakonik Petra I), pondo em marcha o primeiro programa de liberação nacional e de unificação dos sérvios. Apoiando-se na Rússia para lutar contra a Turquia, conseguiu consolidar a situação internacional de Montenegro.
Enquanto a Sérvia se debatia entre a debilidade das suas estruturas internas e a pretensão de converter-se numa grande potência eslava, o principado de Montenegro mantinha o seu tradicional papel de baluarte antiturco. Governados pelos bispos de Cetinje, que se sucediam de tio a sobrinho, os pouco mais de 100.000 habitantes do montanhoso território levavam uma existência muito primitiva, agrupados en clãs virtualmente independentes e muitas vezes em guerra.
Com Pedro II (1830-1851) realizaram-se as primeiras reformas: substituição da tradicional assembleia de clãs por um Senado de 12 membros, estabelecimento de um exército regular, introdução da imprensa, centralização administrativa etc.

## Fim do Principado teocrático
O sucessor de Pedro II, Danilo I (Daniel I, 1851-1860), deu um paso decisivo ao renunciar á hierarquia eclesiástica, abandonar os hábitos e secularizar o principado, centralizando o poder político. Convertido em hospodar, promulgou uma Constituição en 1852 e introduziu algumas reformas liberais. Apoiado por Napoleão III conseguiu dar um duro golpe á dominação turca (1858), repelindo uma invasão dos otomanos, e fazendo com que a causa independentista do país tivesse um novo avanço.
O seu sucessor, Nicolau I (1860-1918), aprofundou as reformas liberais. Teve que repelir uma tentativa de invasão dos turcos em 1862. Devido a derrota otomana na guerra russo-turca de 1877-78, na que participou Montenegro, o país adquiriu a sua independência (Tratado de Santo Estevão, 1878) e a sua saída ao Mar Adriático pelo porto de Antivari no posterior Congresso de Berlim (1878).
Nicolau I assumiu o título de rei em 1908. interveio nas guerras balcânicas, e na Primeira Guerra Mundial participou ao lado da Entente.

### Outros artigos
- Montenegro
- Principado de Montenegro